# Occlusiva dentale sorda
L'occlusiva dentale sorda è una consonante (più precisamente un contoide), rappresentata con il simbolo [t̪] nell'alfabeto fonetico internazionale (IPA), anche se più spesso si usa (in trascrizione fonetica larga) il simbolo senza diacritico [t].
Nella lingua italiana tale fono è rappresentato dalla lettera T.

## In italiano
In italiano tale fono è rappresentato con la grafia ⟨t⟩ ed è presente per esempio nella parola "tempo" [ˈtɛmpo].

## Altre lingue

### Francese
In lingua francese tale fono è reso con la grafia ⟨t⟩:
- temps "tempo" [tɑ̃]
- tata "tata" [taˈta]

### Spagnolo
In lingua spagnola tale fono è reso con la grafia ⟨t⟩:
- tiempo "tempo" [ˈtjempo]

### Tedesco
In lingua tedesca tale fono è reso con la grafia ⟨t⟩:
- Hut "cappello" [hʊt]
- Töchterchen "figlia minore" [ˈtʰœçtʰɐçn̩]

### Ceco
In lingua ceca tale fono è reso con la grafia ⟨t⟩:
- toto "questo" [ˈtoto]

### Serbocroato
In lingua serbocroata tale fono è reso con la grafia ⟨т⟩ nell'alfabeto cirillico: 
- дете o дијете "bambino" [d(ij)ete]

### Greco
In lingua greca moderna tale fono è reso ⟨τ⟩ nell'alfabeto greco:
- τοιουτοτρόπως (traslitterato toioutotrópōs) "in questo modo, così" [ti.utoˈtropos]

### Georgiano
In lingua georgiana tale fono è reso ⟨ტ⟩ nell'alfabeto georgiano:
- პატარა "piccolo" [ˈpatara]

### Arabo
In lingua araba questo fono è reso con la lettera ⟨ﺕ⟩. In questa lingua esiste anche la versione faringalizzata rappresentata dalla lettera ⟨ﻁ⟩.